# Anna Agriconia Åkerhielm
Anna Agriconia Åkerhielm, född 18 mars 1642 i Nyköping i Södermanland, död 11 februari 1698 i Stade i Bremen, var en svensk hovdam och dagboksförfattare. Hon var syster till Samuel Agriconius Åkerhielm och upptogs 1691 under hans adelskap, Åkerhielm. Hon omnämns som den enda svenska kvinna som har blivit adlad på egna meriter, vilket hon blev 1691 (i själva verket var hon en av två: den andra var Emerentia von Düben). 

## Biografi
Anna Agriconia Åkerhielm var dotter till prästen Magnus Jonæ Agriconius i Nyköping och Sofia Kempe. Hon var 1671–1682 hovjungfru hos Maria Eufrosyne av Pfalz – maka till rikskanslern Magnus Gabriel De la Gardie som redan hade brodern Samuel i sin tjänst – där hon blev omtyckt för sin stora bildning och sitt vetenskapliga intresse. Hon var från 1682 kammarjungfru hos Charlotta De la Gardie, som 1682 blev gift med militären Otto Wilhelm Königsmarck. Hon och övriga medlemmar i Charlotta De la Gardies hov följde Königsmarck under hans militära kampanjer i Tyskland i kejserlig tjänst.
Under 1686–1688 deltog Königsmarck i Republiken Venedigs krig mot Turkiet i Grekland, dit hans hustru och Åkerhielm följde honom, tillsammans med övriga tjänste- och hovpersonal av båda könen. Enligt vittnesmål ägnade de sig åt vetenskapliga undersökningar av de gamla ruinerna under vistelsen i Aten. Hon och Charlotta De la Gardie förde vetenskapliga och filosofiska debatter i Aten. Hon fick initierade uppgifter om krigföringen, som hon dokumenterade i brev hem till Sverige, och i en krigsdagbok, förd mellan 1686 och 1691, och som är en av de intressantaste bevarade kvinnodagböckerna från svenskt 1600-tal. Breven riktades främst till hennes bror Samuel. Hon beskrev senare de antika lämningarna i sin bok, liksom även vistelsen i stort, en reseskildring som är en av de äldsta svenska.
Då Parthenon träffades av en sprängladdning 1687 fann Anna Åkerhielm i ruinerna ett arabiskt manuskript, som hon vid hemkomsten till Sverige skänkte till Uppsala universitet. Hennes ögonvittnesbeskrivning av Parthenons förstörelse är den äldsta som bevarats. Hon upplevde belägringen av Akropolis, som slutade med att 3 000 män, kvinnor och barn efter den turkiska segern fredligt fick lämna Aten med båt till Smyrna. Det är inte osannolikt att det var utdrag från hennes anteckningar och brev som publicerades som krigsnotiser i Ordinari Post Tijdender, då brodern Samuel Månsson vid denna tid verkade som överpostdirektör för postväsendet.
Under vinterkvarteret i Aten tog Anna Åkerhielm hand om en föräldralös turkisk flicka som kallades Elena; hon lät döpa flickan till Charlotta och tog henne med sig då hon lämnade Grekland.
Efter Königsmarcks död 1688 bodde hon med hans änka i Bremen. 1691 adlades hon och fick namnet Åkerhielm. Hon avled i Stade i den då svenska provinsen Bremen i Tyskland. Hennes brev och anteckningar gavs ut i tryck redan under 1700-talet.